# Kearny County
Kearny County är ett administrativt område i delstaten Kansas, USA, med 3 977 invånare. Administrativ huvudort (county seat) och tillika största stad är Lakin med 2 316 invånare.

## Geografi
Enligt United States Census Bureau har countyt en total area på 2 257 km². 2 256 km² av den arean är land och 1 km² är vatten.

### Angränsande countyn
- Wichita County - nord
- Scott County - nordost
- Finney County - öst
- Haskell County - sydost
- Grant County - syd
- Stanton County - sydväst
- Hamilton County - väst